# شبکه تلویزیونی لیدر
شبکه تلویزیونی لیدر(به ترکی آذربایجانی:Lider Televiziyası) از شبکه‌های تلویزیونی جمهوری آذربایجان و جزء گروه کانال‌های خصوصی (ملی) که در ۱ سپتامبر ۲۰۰۰ تأسیس شده‌است.